# 吳承業
吴承业，（1947年11月—），中国上海人，数量经济学博士生导师，日本创价大学名誉博士，全国政协委员。

## 生平
1947年出生于中国上海，1950年随母从台湾回北京定居。文革期间的1968年进入青海石油局当工人和技术员，文革结束后的1978年进入河南郑州大学数学系学习。从1990年到2008年12月10日为华侨大学工作19年，因为年龄原因与2008年12月卸任华侨大学校长职务，接任者是丘进。在任内，华侨大学从本二批次招生基本进入本一招生，华侨大学新建了厦门校区，举办了校长见面会，在学生中有较高的评价。